# Mertzon
Mertzon – miasto w Stanach Zjednoczonych, w stanie Teksas, w hrabstwie Irion. W 2000 roku liczyło 839 mieszkańców.